# Afghanistans damlandslag i fotboll
Afghanistans damlandslag i fotboll representerade Afghanistan i fotboll för damer, och skapades 2007 av Afghanistans olympiska kommitté. Laget valdes ut från flickskolan i Kabul. Första matchen spelades mot ett damlag från ISAF och vanns med 5-0. Första landskampen spelades den 14 december 2010 i Cox's Bazar, Bangladesh mot Nepal, och förlorades med 0-13. I samband med talibanernas maktövertagande 2021 upphörde laget att existera.

### Fotnoter
1. ↑  ”Women's Ranking”. Fifa. 15 december 2023. https://inside.fifa.com/fifa-world-ranking/women?dateId=ranking_20231215. Läst 7 mars 2024.
2. ↑  ”Arkiverade kopian”. Arkiverad från originalet den 28 juni 2011. https://web.archive.org/web/20110628152512/http://www.fifa.com/associations/association=afg/fixturesresults/gender=f/index.html. Läst 21 augusti 2011.